# Apodasya pilosa
Apodasya pilosa är en skalbaggsart som beskrevs av Francis Polkinghorne Pascoe 1863. Apodasya pilosa ingår i släktet Apodasya och familjen långhorningar.
Artens utbredningsområde är:
- Malawi.
- Moçambique.
- Zimbabwe.

Inga underarter finns listade i Catalogue of Life.